# Семейство Алинды
Семейство Алинды — это небольшая группа астероидов, расположенная в главном поясе. Астероиды данного семейства характеризуются орбитами с большими полуосями 2,5 а. е. от Солнца и значительными эксцентриситетами от 0,4 до 0,65. Семейство получило название в честь самого массивного своего представителя астероида — (887) Алинда.
Таким значительным эксцентриситетом эти астероиды обязаны планете-гиганту Юпитеру. Астероиды семейства Алинды являются одними из тех немногих астероидов, которые находятся в крайне малонаселённой области главного пояса, для которой характерен сильный орбитальный резонанс с Юпитером 3:1, где на три оборота астероида вокруг Солнца приходится один оборот Юпитера. То есть через каждые три года происходят тесные сближения этих астероидов с Юпитером, во время которых он оказывает на них сильнейшее гравитационное воздействие, что и приводит к постепенному нарастанию эксцентриситета, из-за чего орбиты астероидов данного семейства крайне неустойчивы.
Кроме того, астероиды Алинды входят в ещё один довольно сильный резонанс 1:4, на этот раз уже с Землёй. У некоторых членов этой группы перигелии уже располагаются довольно близко от земной орбиты. По этой причине в течение ближайших тысячелетий их эксцентриситет будет и дальше нарастать, пока тесное сближение с нашей планетой не приведёт к переходу этих астероидов на более стабильные орбиты.
Регулярные, раз в 4 года, тесные сближения некоторых астероидов из группы Алинды с Землёй делают их очень удобными объектами для изучения, в первую очередь посредством радиоастрономии, и спектральных исследований. Наиболее яркие примеры — астероиды (4179) Таутатис и (6489) Голевка.
С другой стороны, если астероид этого семейства окажется в невыгодном положении для наблюдения, например, при малом угловом удалении от Солнца, то из-за резонанса такое положение астероида относительно Земли может сохраняться десятилетиями. Именно так начиная с 2010 года обстоит ситуация с астероидом (1915) Кетцалькоатль, который с 1985 года был замечен только один раз.

## Крупнейшие астероиды этого семейства
| Имя                  | Диаметр  | Большая полуось | Наклонение орбиты | Эксцентриситет орбиты | Год открытия |
| -------------------- | -------- | --------------- | ----------------- | --------------------- | ------------ |
| (887) Алинда         | 4,2 км   | 2,501 а. е.     | 9,185 °           | 0,553                 | 1918         |
| (1429) Пемба         | ?        | 2,555 а. е.     | 7,746 °           | 0,336                 | 1937         |
| (1550) Тито          | 14,0 км  | 2,544 а. е.     | 8,861 °           | 0,313                 | 1937         |
| (1607) Мавис         | 11,97 км | 2,550 а. е.     | 8,578 °           | 0,304                 | 1950         |
| (1915) Кетцалькоатль | 0,5 км   | 2,541 а. е.     | 20,417 °          | 0,571                 | 1953         |
| (2608) Сенека        | 0,9 км   | 2,503 а. е.     | 14,998 °          | 0,577                 | 1978         |
| (3360) Сиринга       | 1,8 км   | 2,468 а. е.     | 21,426 °          | 0,743                 | 1981         |
| (3628) Божнемцова    | 7 км     | 2,539 а. е.     | 6,884 °           | 0,298                 | 1979         |
| (3806) Тремэн        | ?        | 2,542 а. е.     | 10,022 °          | 0,310                 | 1981         |
| (4179) Таутатис      | 5,4 км   | 2,531 а. е.     | 0,4464 °          | 0,629                 | 1989         |
| (5847) Вакия         | ?        | 2,542 а. е.     | 6,583 °           | 0,303                 | 1989         |
| (5864) Монгольфьер   | ?        | 2,566 а. е.     | 8,251 °           | 0,322                 | 1983         |
| (6318) Кронкайт      | ?        | 2,514 а. е.     | 25,951 °          | 0,465                 | 1990         |
| (6322) 1991 CQ       | ?        | 2,518 а. е.     | 28,300 °          | 0,470                 | 1991         |
| (6489) Голевка       | 0,53 км  | 2,498 а. е.     | 2,277 °           | 0,605                 | 1991         |
| (6491) 1991 OA       | ?        | 2,503 а. е.     | 5,734 °           | 0,589                 | 1991         |
| (7092) Кадмус        | ?        | 2,525 а. е.     | 10,051 °          | 0,702                 | 1992         |
| (7345) Хаппер        | ?        | 2,452 а. е.     | 3,679 °           | 0,323                 | 1992         |
| (7568) 1988 VJ2      | ?        | 2,530 а. е.     | 5,269 °           | 0,330                 | 1988         |
| (7569) 1989 BK       | ?        | 2,551 а. е.     | 8,758 °           | 0,301                 | 1989         |
| (7638) Гладман       | ?        | 2,538 а. е.     | 6,821 °           | 0,313                 | 1984         |
| (8201) 1994 AH2      | ?        | 2,534 а. е.     | 9,577 °           | 0,708                 | 1994         |
| (8709) Кадлу         | ?        | 2,536 а. е.     | 3,501 °           | 0,485                 | 1994         |
| (9047) 1991 QF       | ?        | 2,527 а. е.     | 16,907 °          | 0,314                 | 1991         |